# All Things Must Pass
All Things Must Pass is een driedelig solo-album van George Harrison, verschenen in 1970. Het is het eerste album van Harrison sinds het uiteenvallen van The Beatles, maar zijn derde solo-album, na Wonderwall music uit 1968 en Electronic Sounds uit 1969. Er staan hits op zoals My Sweet Lord en What Is Life. Dit was het eerste album van een popartiest dat uit drie platen (zes kanten) bestaat. Het album Woodstock bestaat ook uit drie lp's, maar dat is niet van één artiest.
De originele vinylversie bestaat uit twee lp's met liedjes en een derde schijf met jams, getiteld Apple Jam. Op de hoesfoto, van Barry Feinstein, staat Harrison omringd door vier tuinkabouters.

## Tracklist
Alle nummers geschreven door George Harrison, behalve waar anders vermeld.
Kant 1
1. I'd Have You Anytime (Harrison, Bob Dylan) – 2:56
2. My Sweet Lord – 4:38
3. Wah-Wah – 5:35
4. Isn't It a Pity (Version One) – 7:10

Kant 2
1. What Is Life – 4:22
2. If Not for You (Dylan) – 3:29
3. Behind That Locked Door – 3:05
4. Let It Down – 4:57
5. Run of the Mill – 2:49

Kant 3
1. Beware of Darkness – 3:48
2. Apple Scruffs – 3:04
3. Ballad of Sir Frankie Crisp (Let It Roll) – 3:48
4. Awaiting on You All – 2:45
5. All Things Must Pass – 3:44

Kant 4
1. I Dig Love – 4:55
2. Art of Dying – 3:37
3. Isn't It a Pity (Version Two) – 4:45
4. Hear Me Lord – 5:46

Kant 5 (Apple Jam)
1. Out of the Blue – 11:14
2. It's Johnny's Birthday (Bill Martin, Phil Coulter, Harrison) – 0:49
3. Plug Me In – 3:18

Kant 6 (Apple Jam)
1. I Remember Jeep – 8:07
2. Thanks for the Pepperoni – 5:31

## Muzikanten
- Achtergrondzang – George O'Hara-Smith Singers
- Arrangementen – John Barham
- Basgitaar – Carl Radle, Klaus Voormann
- Drumstel, Percussie – Alan White (Yes),  Jim Gordon, Ringo Starr , Phil Collins (Genesis, Brand X, solo)
- Gitaar – Dave Mason, Eric Clapton, George Harrison
- Keyboards – Billy Preston, Bobby Whitlock, Gary Brooker, Gary Wright
- Ritmegitaar, Percussie – Pete Ham, Tom Evans, Joey Molland all from Badfinger
- Steelgitaar (pedaal) – Pete Drake
- Tamboerijn – Mal Evans
- Tenorsaxofoon – Bobby Keys
- Trompet – Jim Price

Dit album is geproduceerd door George Harrison en Phil Spector, met de geluidstechnici Ken Scott en Phil McDonald.